# Орден Норвезького лева

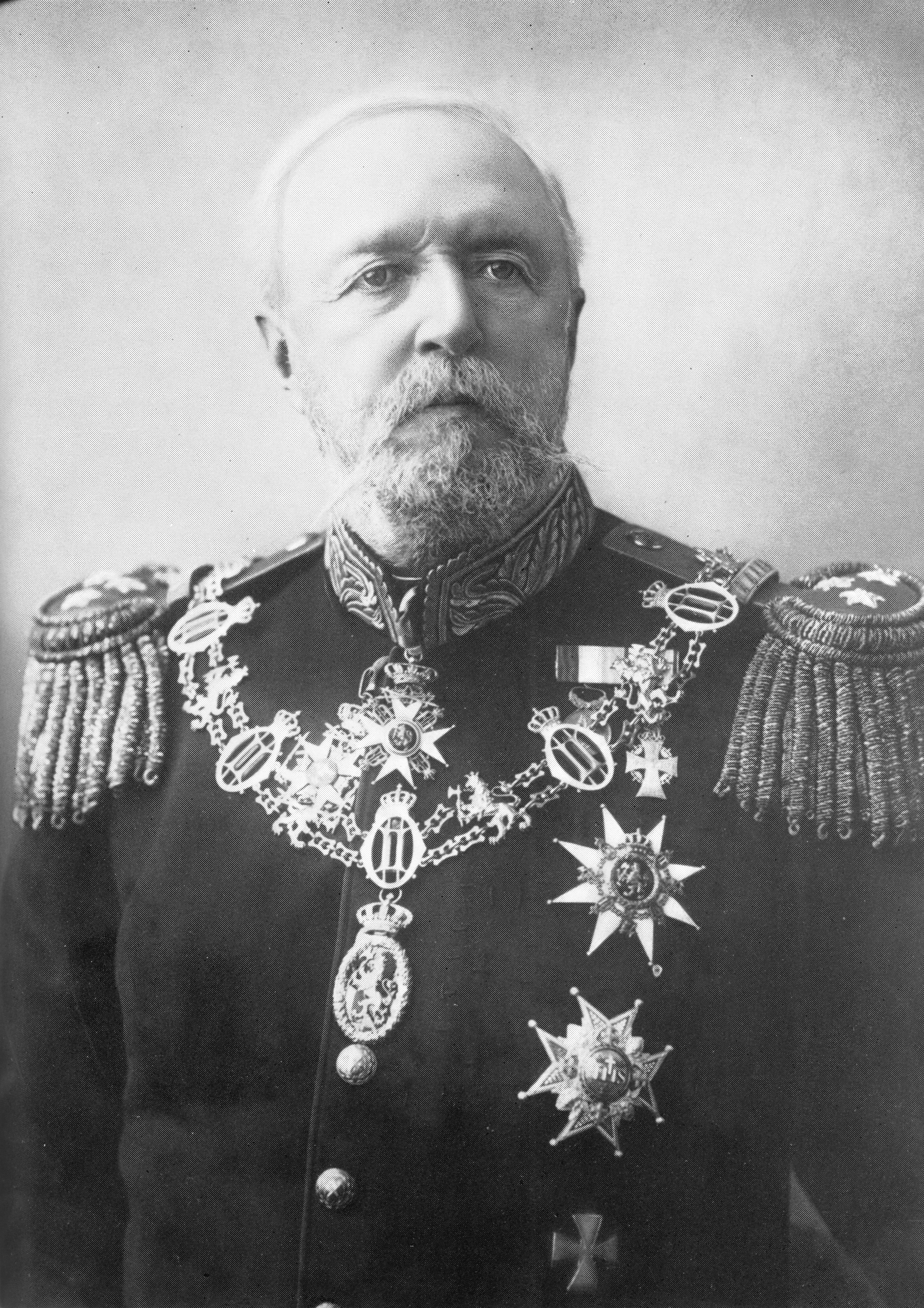
Король Оскар II з зіркою і ланцюгом ордена Норвезького лева

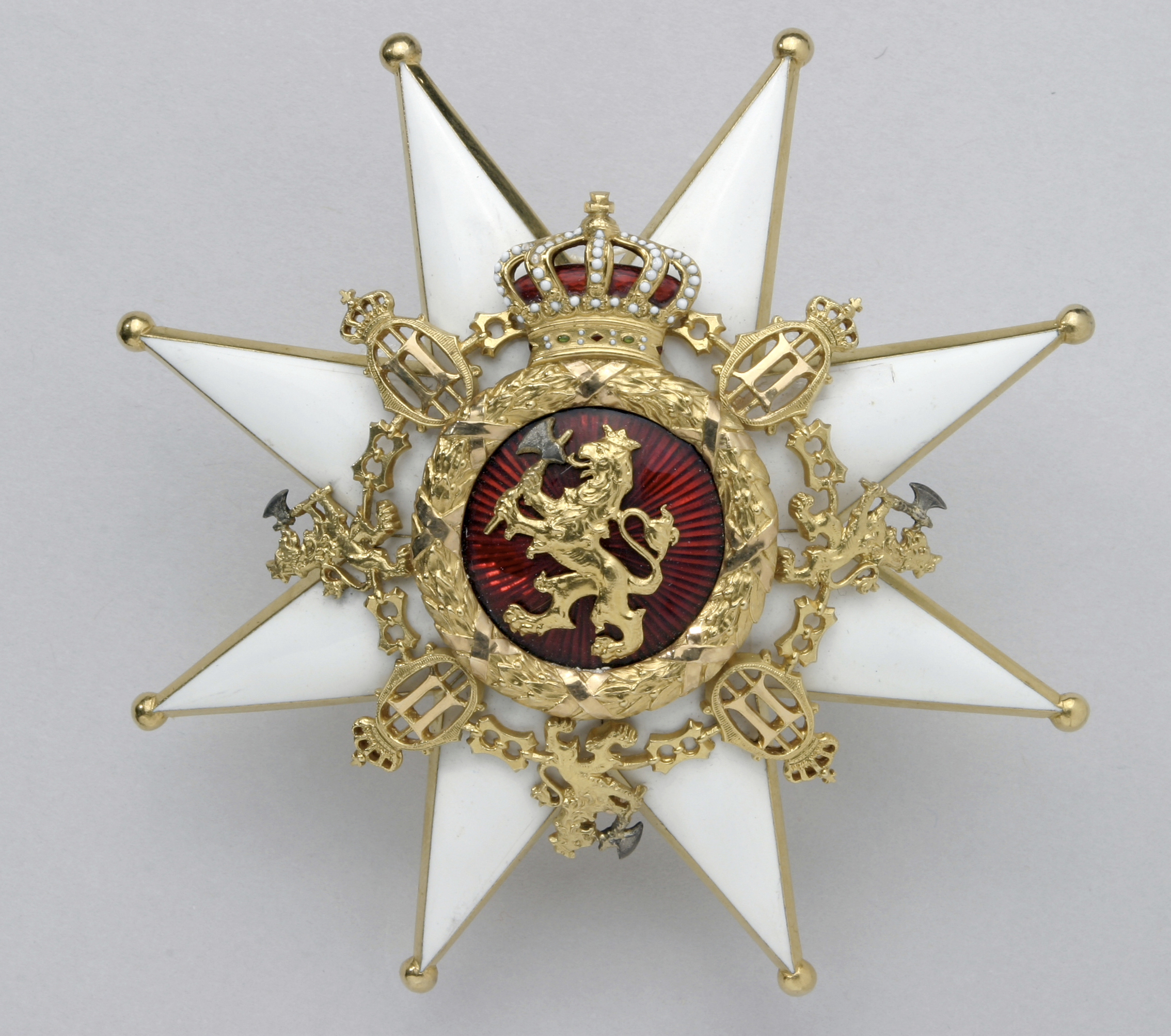
Зірка ордену

Ланцюг ордену

Орден Норвезького лева (норв. Den Norske Løve) — королівська нагорода Норвегії. Заснований 21 січня 1904 року як вищий орден Норвегії, скасований 11 березня 1952 року.

## Історія
В кінці XIX — початку XX століття в рамках шведсько-норвезької унії наростала напруга. Одним з дратівливих факторів норвезької знаті було те, що у спільній шведсько-норвезькій ієрархії нагород кавалери шведського ордена Серафимів вважалися вище кавалерів Великого хреста норвезького ордена Святого Олафа. Норвезька преса, виражаючи суспільну думку, закликала привести норвезьку систему почестей в рівне становище  за статусом з системами Швеції і Данії.
У відповідь на ці заклики король Швеції і Норвегії Оскар II у день свого 75-річчя, 21 січня 1904 року заснував орден Норвезького лева, «в пам'ять про чудові події, що пов'язані з поважним Гербом Норвегії». Новий орден, мав одну ступінь, був покликаний стати вищим орденом Норвегії, за статусом рівним ордену Серафимів і ордену Слона. При запровадженні ордена Норвезького лева було зазначено, що орден Серафимів перестає бути загальним вищим шведсько-норвезьким орденом.
Запровадження нового норвезького ордена і перші нагородження, що не зачепили норвежців, пробудили дебати в норвезьких політичних колах. Пропозиція, внесена в парламент, закликала заявити про несхвалення розширення норвезької системи нагород, але була відхилена голосуванням (54-62).
Вже в наступному, 1905 році, шведсько-норвезька унія була розірвана і Норвегія здобула незалежність. На престол зійшов данський принц Карл, який прийняв тронне ім'я Гокон VII. 29 січня 1906 року Норвезький Королівський Суд переглянув орденські статути, прирівнявши кавалерів ордена Норвезького лева до кавалерів Великого хреста ордена Святого Олафа. Король Гокон, став гросмейстером норвезьких орденів, не побажав здійснювати нові нагородження орденом Норвезького лева і носити його знаки. Орден продовжував формально числитися в системі нагород Норвегії і статут ордена включався в Норвезький урядовий щорічник до 1951 року.
Король Гокон VII скасував орден Норвезького лева рішенням Суду від 11 березня 1952 року. Останній кавалер ордена, король Швеції Густав VI Адольф, помер 15 вересня 1973 року.

## Статут ордену
Король Норвегії, був гросмейстером ордену. Спадкоємці норвезького престолу ставали кавалерами ордена по праву народження. Число кавалерів ордена, крім спадкоємця трону, іноземних суверенів і глав держав, обмежувалося 12 членами.
Нагороджений орденом міг бути тільки кавалер Великого хреста ордена Святого Олафа, який відзначився заслугами на високому державному посту або приніс велику користь країні іншим чином.

## Знаки ордену
Знак ордена складається з золотого овального медальйона червоної емалі, оточеного золотим вінком і увінчаного королівською короною. У центрі медальйона на лицьовій стороні розташований золотий крокуючий лев з срібною сокирою на золотому руків'ї, на зворотному боці напис золотом: «OVER DYBET / MOD / HØIDEN». До корони кріпиться кільце, через яке знак підвішується до стрічки.
Зірка ордена являє собою золотий, покритий білою емаллю, «грецький» хрест з роздвоєними кінцями і кульками на кінцях. У центрі накладено знак, оточений мініатюрним золотим зображенням орденського ланцюга з чотирьох вензелів короля Оскара II і трьох крокуючих львів з сокирою.
Ланцюг ордена золотий і складається 9 ланок білої емалі, що чергуються  у вигляді вензеля короля Оскара II та 9 ланок у вигляді крокуючого лева з сокирою. Ланки з'єднані золотими ланцюжками.
Стрічка ордену синя з червоними і білими смугами по боках.

## Кавалери ордену
Всього було проведено 11 нагороджень орденом:
- Оскар II , король Швеції і Норвегії (21 січня 1904)
- Густав, наслідний принц Шведський і Норвезький (21 січня 1904)
- Карл, принц Шведський і Норвезький (21 січня 1904)
- Євген, принц Шведський і Норвезький (21 січня 1904)
- Густав Адольф, принц Шведський і Норвезький (21 січня 1904)
- Вільгельм, принц Шведський і Норвезький (21 січня 1904)
- Ерік, принц Шведський і Норвезький (21 січня 1904)
- Вільгельм II, імператор Німеччини, король Пруссії (27 січня 1904)
- Франц Йосиф I, імператор Австрії, король Угорщини (5 квітня 1904)
- Кристіан IX, король Данії (10 вересня 1904)
- Еміль Лубе, президент Франції (1 грудня 1904)

Король Гокон VII формально прийняв 18 листопада 1905 року звання гросмейстера ордена, але ніколи не носив його знаків.